# Либертарианская партия (Австралия)
Либертарианская партия (англ. Libertarian Party, LP) (до 2024 года Либерально-демократическая партия (англ. Liberal Democratic Party, LDP)) — австралийская политическая партия, основанная в Канберре в 2001 году. Партия поддерживает меньшее правительство и политику, основанную на классических либеральных и право-либертарианских принципах, таких как снижение налогов, противодействие ограничениям на владение оружием, поддержка приватизации коммунальных предприятий водоснабжения, увеличение добычи и экспорта урана и смягчение законов о курении. ЛДП является зарегистрированной партией в Австралийской столичной территории, Новом Южном Уэльсе, Южной Австралии, Виктории и Западной Австралии, а также зарегистрирована для участия в федеральных выборах в Австралийской избирательной комиссии. Она также имеет члена Законодательного совета Западной Австралии Аарона Стоунхауса, двух представителей в Законодательном совете штата Виктория Тима Квилти и Дэвида Лимбрика, а также избранных представителей в некоторых местных органах власти.

## История
Либерально-демократическая партия была основана в 2001 году как политическая партия, зарегистрированная в Австралийской столичной территории. Впервые она участвовала в выборах в АСТ в 2001 году, получив 1 процент голосов. Партия также участвовала в выборах 2004 года в АСТ, получив 1,3 процента голосов.
В 2006 году изменения, внесенные в Закон о выборах правительством Говарда, вынудили все партии, не имеющие представительства в парламенте, отменить регистрацию и перерегистрацию в соответствии с более строгими правилами наименований. Получив от Австралийской избирательной комиссии информацию о том, что федеральная регистрация под первоначальным названием была неопределенной из-за противодействия Либеральной партии Австралии и отсутствия финансирования для обжалования вероятного отрицательного заключения, партия в 2007 году решила зарегистрироваться на федеральном уровне как Партия свободы и демократии. Партия «Свобода и демократия» участвовала в федеральных выборах 2007 года, набрав 17 048 голосов (0,14 процента) в нижней палате и 16 942 голоса (0,13 процента) в верхней палате.
В 2008 году партия успешно обратилась в Австралийскую избирательную комиссию с просьбой об изменении её федерального зарегистрированного названия на Либерально-демократическую партию. В течение этого периода партия оставалась зарегистрированной под своим первоначальным названием в Австралийской столичной территории (АСТ).
В 2010 году на федеральных выборах 2010 года партия получила 1,8 процента голосов в Сенате страны и в среднем 1,3 процента по 21 месту в нижней палате парламента, за которые она боролась, при этом лучший показатель составил 5,52 процента в Гипсленде.
В 2012 году Либерально-демократическая партия одержала первую успешную победу на выборах. На выборах в местные органы власти Нового Южного Уэльса Джефф Петтетт был избран советником Совета Ку-ринг-гай в северном мегаполисе Сиднея, набрав 24 процента голосов в отсутствие кандидатов от Либеральной партии. Клинтон Мид был избран советником Совета Кэмпбеллтауна в южном мегаполисе Сиднея на выборах в местное самоуправление Нового Южного Уэльса.
До дополнительных выборов в штатах Рамзи и Порт-Аделаида в Южной Австралии в 2012 году в отсутствие кандидатов от Либеральной партии опросы в газете The Advertiser дали ЛДП 23 % и 14 % голосов соответственно. ЛДП получила 13,3 % и 7,3 % голосов соответственно. Газета охарактеризовала ЛДП как «жесткую либеральную партию, требующую отмены государственного социального обеспечения, минимальной заработной платы, ремней безопасности и велосипедных шлемов». Она выступает за легализацию марихуаны и расширение свободы доступа к порнографии".
На федеральных выборах 2013 года кандидат от ЛДП Дэвид Лейонхельм был избран в сенат после того, как в штате Новый Южный Уэльс набрал третье место по количеству голосов после Либеральной партии Австралии и Австралийской лейбористской партии. По словам Лейонхельма, часть их голосов, вероятно, пришла с их «первой позиции» в длинном бюллетене для голосования в Сенате, и избиратели потенциально могут быть спутаны с его партией и другими конкурирующими партиями, такими как Либералы, Австралийские Демократы и Христианско-демократическая партия. Однако Лейонхельм указывает на то, что голоса либерал-демократов в Южной Австралии, где они занимали пятое место в бюллетене, выросли на 3 процентных пункта. Он также указывает на тот факт, что «ослиный» голос, как правило, приносит только колебания в +1 или 2 процентных пункта партии, указанной первой в бюллетене. Лейонхельм организовал предпочтения для нескольких различных, но тесно связанных между собой политических партий, стремящихся к избранию в Сенат, включая Партию отдыха на открытом воздухе, Партию прав курильщиков и Австралийскую республиканскую партию. Кандидат от австралийской секс-партии Фиона Паттен заявила, что Лейонхельм намеренно не предоставил формы для голосования по билетам, отказавшись от соглашения о преференциях, но Лейонхельм утверждал, что произошла ошибка при вводе номера факса AEC. Во время выборов либеральные демократы не были вовлечены в альянс малых партий Гленн-Друри, который помогал вести переговоры о потоках преференций между малыми партиями. 1 июля 2014 года Дэвид Лейонхельм стал первым сенатором Либерально-демократической партии.
Вскоре после победы Дэвида Лейонхельма в Сенате советник либерал-демократов Клинтон Мид был избран мэром города Кэмпбеллтаун в Новом Южном Уэльсе.
В 2015 году либерал-демократы зарегистрировались в Избирательной комиссии штата Виктория (VEC) и объявили, что они выведут кандидатов в верхнюю палату парламента на предстоящих 29 ноября 2014 года выборах в штате Виктория. В 2016 году Либеральная партия попыталась оспорить название партии в избирательной комиссии, но в итоге отказалась от этой акции.
Дэвид Лейонхельм был переизбран с 3,1 процента (−6,4) первичных голосов, или 139 000 голосов, на федеральных выборах 2016 года с двойным роспуском. Габриэль Бакли, главный кандидат от ЛДП в Квинсленде, незначительно пропускает место.
11 марта 2017 года в Западной Австралии прошли выборы, на которых был избран первый член ЛДП штата Аарон Стоунхаус.
В мае 2017 года бывший лидер оппозиции и политический обозреватель Марк Лэтэм покинул Австралийскую лейбористскую партию и присоединился к ЛДП.
В кандидаты 2018 года Тим Квилти и Дэвид Лимбрик избираются в Законодательный совет Виктории (верхняя палата штата). В том же году Марк Лэтэм покинул партию, чтобы стать лидером дивизиона «Одна нация».
В 2019 году Дэвид Лейонхельм объявил, что покинет федеральный парламент, чтобы принять участие в выборах в штат Новый Южный Уэльс. В результате Дункан Спендер был приведен к присяге, чтобы занять прежнее место Лейонхельма до следующих федеральных выборов. Дэвид Лейонхельм не был избран на выборах в Новом Южном Уэльсе 2019 года, получив лишь 0,46 квоты места. Дункан Спендер также потерял свое место в Сенате на выборах 2019 года.

### Смена названия
В мае 2023 года члены Либерально-демократической партии  проголосовали за новое название для партии . Партия утвердила своё новое название «Либертарианская партия». В июне 2023 года избирательная комиссия получила заявку от партии на смену названия. 16 июля 2023 года все отделения партии, кроме Нового Южного Уэльса, официально изменили свои названия на «Либертарианская партия». В октябре 2023 года партия подала заявку на регистрацию на федеральном уровне в Австралийскую избирательную комиссию под новым названием. Федеральная регистрация партии под новым названием была одобрена 12 января 2024 года.

## Политика и взгляды
ЛДП утверждает, что она придерживается классических либеральных принципов, малого правительства и принципа «laissez-faire» в сочетании с тем, что партия имеет высокое уважение к индивидуальной свободе и личной ответственности. Политика, поддерживаемая ЛДП, включает в себя:
- Федеральные бюджеты, которые не имеют ни профицита, ни дефицита, но сбалансированы.[39]
- Отмена политкорректности и «государства-няни» (например, отмена сиднейских законов о локауте).
- Поддержка внедрения тестирования таблеток.[40]
- Поддержка конкурентного федерализма и политической децентрализации
- Восстановить за штатами право взимать подоходный налог и другие налоги, зарезервированные в настоящее время за Содружеством.[41]
- Прекратить любое участие Содружества в области здравоохранения и образования[41]
- Широкое сокращение налогов и штрафов, регулирования производственных отношений и государственных расходов, в том числе на социальное обеспечение, здравоохранение и вооруженные силы, заменив большинство из них обязательными пенсионными выплатами для финансирования социальных услуг и обязательным страховым покрытием для тех, чей баланс не соответствует установленному минимуму[42]
- Поддержка коммерческих закупок готовой продукции и военных закупок готовой продукции оборонного назначения, где это возможно[43]
- Поддержка широкомасштабной приватизации и дерегулирования: прекращение государственной собственности на коммерческие предприятия, включая ABC, SBS, Australia Post, государственные школы, государственные больницы, производство электроэнергии и услуги общественного транспорта
- Дерегулировать промышленность в максимально возможной степени для повышения её международной конкурентоспособности
- Поддержка 20 % фиксированной ставки подоходного налога с порогом необлагаемости в размере 40 000 долларов США.[44]
- Поддержка обширных свободных рынков и свободной торговли[45]
- Поддержка наиболее эффективного и действенного производства электроэнергии без каких-либо исключений[46]
- Поддержка рыночных мер реагирования на изменение климата вместо государственных
- Противодействие отраслевым субсидиям, включая поддержку корпораций
- Поддержка инициированных гражданами референдумов, фиксированных парламентских сроков, отзыва выборов и добровольного голосования[47]
- Поддержка ослабления требований к иностранным инвестициям и снятия ограничений в отношении иностранной собственности
- Призыв к реформированию антидемпингового законодательства
- Открытие и снятие блокировки государственных лесов и национальных парков, а также надлежащее управление и сохранение для предотвращения лесных пожаров.
- Поддержка увеличения препятствий для иммигрантов в получении австралийского гражданства
- Поддержка тихоокеанского решения региональной обработки заявлений о предоставлении убежища в Науру и Папуа — Новой Гвинее[48]
- Максимальное обеспечение свободы передвижения, регулируемой общим иммиграционным тарифом для всех негуманитарных иммигрантов из других стран, чтобы заменить существующую систему квот.[49]
- Поддержка соглашений о свободной миграции с большим числом стран, таких как действующее соглашение между Австралией и Новой Зеландией.
- Несанкционированное прибывшие, временно задерживаются для проверки состояния здоровья и безопасности, прозрачная процедура определения статуса беженца, освобождение под залог общины в условиях, аналогичных условиям освобождения под залог, на время определения статуса
- Отмена налогов на грехи (в том числе на алкоголь и табак).[44]
- Приватизация брака или выход государства из брачного бизнеса[50]
- Равенство перед законом, включая противодействие позитивной дискриминации[51]
- Поддержка прав собственников
- Поддержка мотокросса, велоспорта, рыбалки, пешего туризма, охоты, лесозаготовок, полноприводных автомобилей и прав на стрельбу
- Отмена всех обязательных законов о шлемах для велосипедистов.[52]
- Поддержка признания вклада христианства в либеральные демократические ценности[53]
- Противодействие санкционированной правительством маркировке продуктов питания в религиозных целях.[53]
- Противодействие введению законов для отдельных групп, таких как закон шариата или закон аборигенов.[53]
- Прекращение войны с наркотиками — путем легализации всех наркотиков, которые менее вредны, чем алкоголь и табак (например, каннабис), и декриминализации всех других наркотиков.[54]
- Противодействие цензуре
- Легализация ассистированного суицида[55]
- Отмена принудительной психиатрии
- Декриминализация средств самообороны (включая перцовый баллончик, электрошокеры и огнестрельное оружие в некоторых случаях)[56][57]
- Противодействие финансируемой государством иностранной помощи, кроме краткосрочной гуманитарной помощи, в пользу частной благотворительности[58]

## Результаты выборов

### Федеральный парламент
| Сенат       |                    |                           |                            |                 |     |
| Год выборов | Количество голосов | % от общего числа голосов | Количество выигранных мест | Количество мест | +/- |
| 2007        | 16 942             | 0,13                      | 0 из 40                    | 0 из 76         | —   |
| 2010        | 230 191            | 1,81                      | 0 из 40                    | 0 из 76         | ▬ 0 |
| 2013        | 523 831            | 3,91                      | 1 из 40                    | 1 из 76         | ▲ 1 |
| 2016        | 298 915            | 2,16                      | 1 из 40                    | 1 из 76         | ▬ 0 |
| 2019        | 169 735            | 1,16                      | 0 из 40                    | 0 из 76         | ▼ 1 |

### Государственный парламент

#### Новый Южный Уэльс
| Законодательный совет |                    |                           |                 |     |
| Год выборов           | Количество голосов | % от общего числа голосов | Количество мест | +/- |
| 2019                  | 109 777            | 3,24                      | 0 из 42         |     |

#### Южная Австралия
| Законодательный совет |                    |                           |                 |     |
| Год выборов           | Количество голосов | % от общего числа голосов | Количество мест | +/- |
| 2018                  | 25 956             | 2,47                      | 0 из 22         | —   |

#### Виктория
| Законодательный совет |                    |                           |                 |     |
| Год выборов           | Количество голосов | % от общего числа голосов | Количество мест | +/- |
| 2018                  | 89 428             | 2,50                      | 2 из 40         | ▲ 2 |

#### Западная Австралия
| Законодательный совет |                    |                           |                 |     |
| Год выборов           | Количество голосов | % от общего числа голосов | Количество мест | +/- |
| 2017                  | 23 848             | 1,77                      | 1 из 36         | ▲ 1 |

## Политические представители

### Действующие члены парламента
Виктория
- Тим Квилти — Законодательный совет штата Виктория, 2018 г. — наст. время.
- Дэвид Лимбрик — Законодательный совет штата Виктория, 2018 г. — наст. время.

Западная Австралия
- Аарон Стоунхаус — Законодательный совет Западной Австралии, 2017 г. — наст. время.

### Бывшие члены парламента
Австралия
- Дэвид Лейонхельм — Сенат Австралии, 2014—2019 гг.
- Дункан Спендер — Сенат Австралии, 2019—2019 гг.

## Доноры
В докладе за 2019 год было установлено, что Либерально-демократическая партия получила от проправительственных групп политические пожертвования на сумму более 37 000 долл. за 2011—2018 годы.